# Cathy Cavadini
Catherine Janet "Cathy" Cavadini (21 april 1961) is een Amerikaans stemactrice. Ze heeft aan veel televisieprogramma's, films en games gewerkt, waaronder Final Fantasy, Kidd Video, What's with Andy? en Back to the Future: The Animated Series. Daarnaast spreekt ze de stem in van Blossom in The Powerpuff Girls.